# Never Sol

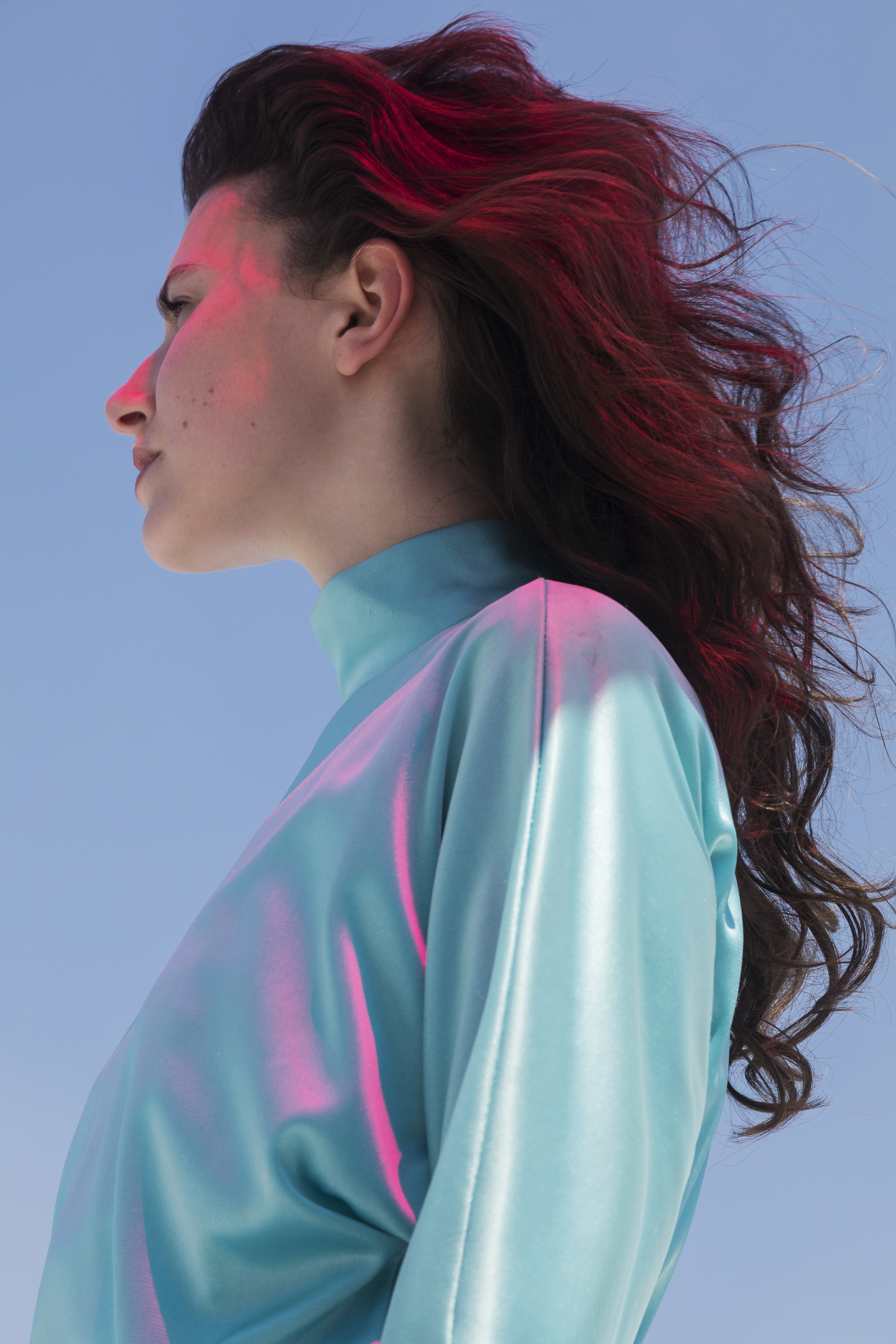
Never Sol (2017)

Never Sol, eigentlich Sára Vondrášková, (* 24. Mai 1989 in Prag) ist eine tschechische Sängerin, Produzentin, Komponistin und Radiomoderatorin. Ihre melancholische Musik basiert auf dem Einsatz analoger Synthesizer mit Gesang.

## Karriere
Vondrášková studierte von September 2010 bis Februar 2015 Kulturologie an der Universität Prag.
Im Jahr 2013 veröffentlichte Supraphon ihr erstes Album, Under Under Quiet, produziert von Jan P. Muchow, das atmosphärische elektronische Kompositionen enthielt. Im Mai des folgenden Jahres wurde das Album weltweit vom deutschen Label Denovali Records neu aufgelegt. In den letzten Jahren hat Never Sol an der Red Bull Music Academy in Tokio teilgenommen, mit Tomáš Dvořáks elektroakustischem Projekt Floex gespielt und Musik für Tanzaufführungen der Spitfire Company, tYhle, und BurkiCom geschaffen. Never Sol ist auch Mitbegründerin der Konzertreihe Botanical Session.
Im Herbst 2018 wurde das zweite Album Chamaleo veröffentlicht. Chamaleo hatte seine internationale Premiere auf dem New Yorker Musikblog INDIA CURRENT. Sie beschreibt ihren unverwechselbaren Sound, den in den letzten Jahren entwickelt hat, als Slow Synth Darkpop.
In den letzten Jahren hat Never Sol Konzerte in Tschechien und im Ausland gegeben: Eurosonic Noorderslag 2018, Pohoda Festival, Colours of Ostrava, Festival für elektronische Musik EMAF Tokio, Knockdown Center New York, Open The Portal LA, Scheune Warschau, Deutschlandtournee mit John Lemk, Denovali Festival, Haldern Pop Festival.
Vondrášková moderiert die alternative Musiksendung Sedmé nebe des Radiosenders Český rozhlas Vltava.

## Diskografie
- Under Quiet (2013)
- Chamaleo (2018)